# زيت كبد الحوت

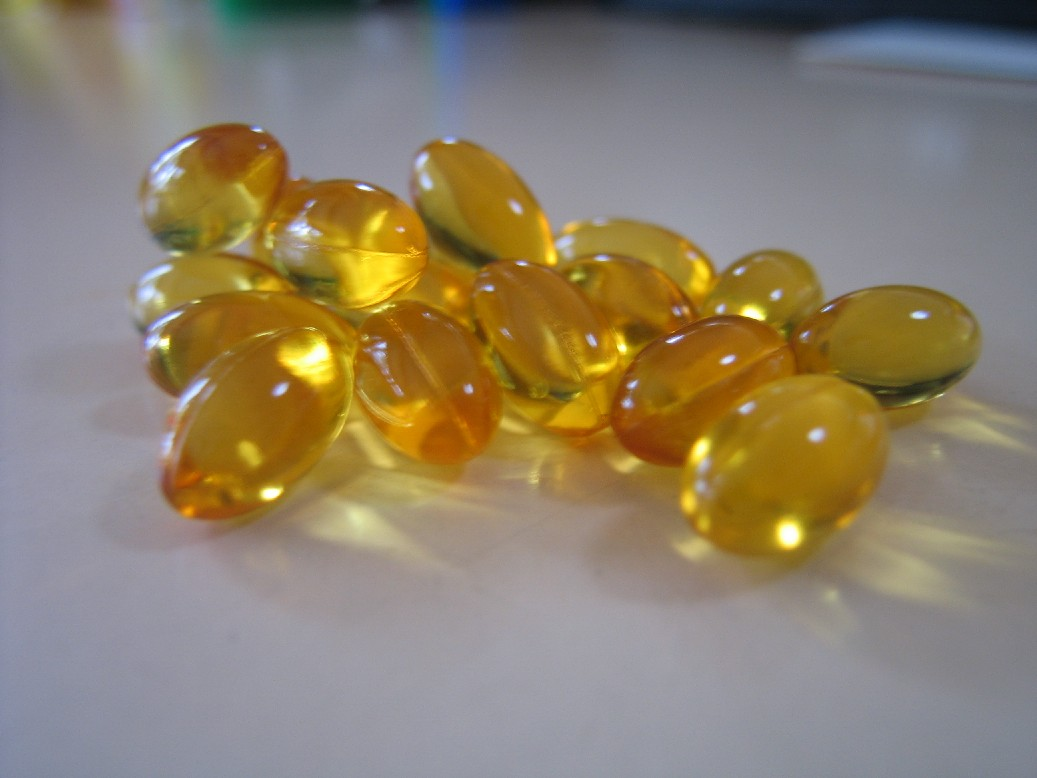
أصبح بالإمكان الحصول على فيتامينات كبد الحوت عن طريق الكبسولات

زيت كبد الحوت هو زيت أصفر اللون وله رائحة السمك وتكون رائحته قوية نوعاً ما. يستخلص هذا الزيت من كبد سمك البقلة ويحتوي على كميات كبيرة من فيتامينيّ أ ود.